# Шир Ахмад Сура-и-Милли
Шир Ахмад Сура-и-Милли — афганский государственный и политический деятель. Занимал пост премьер-министра Афганистана с 25 октября 1927 года по январь 1929 года.
Шир Ахмад родился около 1885 года. 25 октября 1927 года король Афганистана Аманулла-хан вводит должность премьер-министра, и первым премьер-министром он назначает Шир Ахмада. В 1928 году в Афганистане началась гражданская война. В январе 1929 года саккависты взяли Кабул и свергли Шир Ахмада. После его свержения его сменил Шир Гиян.